# الأكاديمية السعودية للطيران المدني
الأكاديمية السعودية للطيران المدني، هي إحدى القطاعات العشر التابعة للهيئة العامة للطيران المدني في المملكة العربية السعودية.

## النشأة
كانت الأكاديمية معهدا للتدريب الفني في مجال الملاحة الجوية، إلى أن صدر قرار مجلس إدارة الهيئة العامة للطيران المدني رقم (3ت -32) في 22/11/1428هــ بتحويله إلى أكاديمية؛ بهدف تدريب الكوادر البشرية وتأهيلها للعمل في مختلف قطاعات الطيران المدني، إلى جانب تطوير القوى العاملة فيه.

## الأهداف
- العناية بتطوير علوم الطيران دوليًا ومحليًا بتوطين تقنية صناعة الطيران المدني بالمملكة.
- تهيئة الكوادر البشرية المتخصصة في مجالات علوم الطيران المدنية.
- الالتزام بالمعايير الدولية في تطوير مستوى أداء العاملين في مجالات أمن وسلامة النقل الجوي.
- استخدام برنامج Trainair Plus في تصميم وتطوير الحقائب التدريبية في علوم الطيران المدني.
- تنمية التعاون مع الهيئات الإقليمية والدولية المتخصصة في مجال تدريب الطيران المدني.
- تعزيز التعاون مع المؤسسات الإقليمية والدولية المختصة بشؤون الطيران المدني الإقليم.
- تقليل اعتماد الأكاديمية على الدعم الحكومي بنقله إلى كيان مستقل.[2]

## الرؤية والمهام
الرؤية: تحقيق الريادة في مجال تدريب الطيران المدني.
الرسالة: تقديم تدريب عالي يتواكب مع أحدث المناهج الدولية في مجال الطيران المدني.

## مراكز التدريب
تضم الأكاديمية ستة مراكز للتدريب وهي مركز تدريب المراقبة الجوية الذي يقدم عدة مستويات للتدريب ودبلومات متنوعة، ومركز تدريب أمن المطار الذي يضم دبلوما مدته عامين، وستة دورات قصيرة، ومركز تدريب صيانة أنظمة الطيران الذي يقدم برنامج الدبلوم العالي لطلاب صيانة الأجهزة الملاحية، ودورات تطويرية لفنيي الأنظمة الملاحية، ومركز تدريب الإنقاذ والإطفاء الذي يقدم دبلوم الإطفاء والإنقاذ لمدة عامين، وثلاثون دورة قصيرة، ومركز تشغيل وسلامة المطارات ويحتوي على دبلوم عالي مدته ثلاث سنوات، ودبلوم ساحات وقوف الطائرات مدته سنتين، ومركز التدريب الأساسي المختص بتأهيل الطلاب خريجي الثانوية العامة.

## تطوير
في يناير 2022م تسلمت الأكاديمية السعودية للطيران المدني التابعة للهيئة العامة للطيران المدني شهادة تجديد اعتمادها لدى الاتحاد الدولي للنقل الجوي (أياتا)، بوصفها مركز تدريب معتمد دولياً (ATC).
ويأتي الإعتماد بعد أن استوفت المتطلبات والاشتراطات الدولية كافة، الأمر الذي سيمكنها من تنظيم الدورات الدولية، وسيسهم في حصول متدربي الأكاديمية على شهادات معتمدة دولياً، فضلاً عن اعتماد مدربي الأكاديمية لدى (أياتا)، مؤكدة أنها حققت أحد أهدافها الإستراتيجية أن تصبح في مكانة علمية وعالمية مستدامة بين مثيلاتها المرموقة.
حصلت الأكاديمية السعودية مؤخراً على اعتماد مجلس المطارات الدولي (ACI-ATI) بوصفها ثاني مركز تدريب في العالم بعد مركز تدريب مطار ميونخ بألمانيا، كما فازت بمقعد مجلس التدريب العالمي التابع للمنظمة الدولية للطيران المدني (الإيكاو)، علاوةً على حصولها على اعتماد المجلس الدولي لخدمات تدريب الإطفاء والإنقاذ، وتدشينها البوابة الإلكترونية لاختبارات (إفساك) لتطوير أداء العاملين في محطات الإطفاء بمختلف مطارات المملكة.